# Estación Cavaleiro
La Estación Cavaleiro es una de las estaciones del Metro de Recife, situada en Jaboatão dos Guararapes, entre la Estación Coqueiral y la Estación Floriano. Fue inaugurada en 1987.